# Фукуока (префектура)
Фукуока (на японски: 福岡県, по английската Система на Хепбърн Fukuoka-ken, Фукуока-кен) е една от 47-те префектури на Япония, намира се в югозападната част от страната. Фукуока е с население от 5 057 932 жители (9-а по население към 1 юли 2004 г.) и има обща площ от 4971,01 км² (29-а по площ). Едноименният град Фукуока е административен център на префектурата. Във Фукуока са разположени 26 града.